# Maksymilian Centnerszwer
Maksymilian Centnerszwer, też Centerszwer (ur. 24 marca 1889 w Warszawie, zm. 1943 w getcie białostockim) – polski kompozytor, skrzypek, pedagog, krytyk muzyczny i recenzent żydowskiego pochodzenia.

## Życiorys
W 1910 rozpoczął studia w Instytucie Muzycznym w Warszawie. Od 1912 kształcił się w konserwatorium w Lipsku, a następnie w Paryżu. Od 1914 uczył śpiewu w warszawskich gimnazjach. Był aktywnym uczestnikiem warszawskiego życia muzycznego i założycielem wielu żydowskich stowarzyszeń muzycznych. Współpracował z Źydowskim Towarzystwem Muzycznym, popierał Międzynarodowe Towarzystwo Muzyki Współczesnej; na zaproszenie prezydenta Ignacego Mościckiego był członkiem społecznego komitetu obchodów 30 rocznicy powstania Filharmonia Narodowa. Jako recenzent i krytyk muzyczny publikował w pismach „Nasz Kurier” i „Ilustrierte Woche” oraz w żydowskiej gazecie wydawanej po polsku „Nasz Przegląd”.

## Twórczość
Był autorem podręcznika śpiewu dla szkół. Skomponował m.in. poemat Tristan na tenor i orkiestrę kameralną oraz Pięć pieśni na baryton z towarzyszeniem 9 instrumentów.

## Życie prywatne
Syn Izydora i Salomei Rozalii z domu Muszkat. Jego żoną była malarka Stanisława Centnerszwerowa. Zginął w 1943 w getcie białostockim razem z żoną i córką Elżbietą.